# Elvira Costell Ibáñez
Elvira Costell Ibáñez (10 de febrer de 1943) és una química valenciana que va obtenir el doctorat per la Universitat de València el 1979. Al llarg de la seva trajectòria professional, va ser professora de Recerca del Consell Superior d'Investigacions Científiques (CSIC), cap del Laboratori de Propietats Físiques i Sensorials dels Aliments de l'Institut d'Agroquímica i Tecnologia dels Aliments de València (IATA) del CSIC i professora associada de la Universitat de València, fins al 2013.
Es va especialitzar en l'estudi i la investigació de les propietats mecàniques, reològiques i sensorials dels aliments, així com en les relacions existents entre aquestes propietats i la incidència de les mateixes en la qualitat i acceptabilitat de diferents productes.
A més, és sòcia fundadora i presidenta de l'Associació Espanyola de Professionals de l'Anàlisi Sensorial (AEPAS) i vicepresidenta del Grup Espanyol de Reologia (GER) de la Reial Societat Espanyola de Química i Física. Durant un temps va ser la representant espanyola a la Xarxa d'Avaluació de les Propietats Sensorials i participant a la Xarxa de Propietats Físiques dins del Programa Iberoamericà de Ciència i Tecnologia per al desenvolupament (CYTED).
Pel que fa als projectes de recerca pública en què va participar (dels quals ha publicat més de 160 treballs de recerca), n'hi ha tant nacionals, com europeus i de cooperació bilateral amb països concrets com: Anglaterra, Xile, Brasil i la República Popular Xina. També va realitzar col·laboracions de recerca directes amb empreses de la indústria alimentària espanyola.

## Reconeixements
L'any 2019 la Universitat Politècnica de València (UPV) i el centre d'innovació Las Naus de l'Ajuntament de València, amb la col·laboració de la Fundació Espanyola per a la Ciència i la Tecnologia (FECYT) del Ministeri de Ciència i Innovació, van dur a terme un projecte, 'Dones de Ciència', per: «visibilitzar i rendir tribut a dones de referència a les seves respectives àrees i denunciar les conseqüències de la desigualtat de gènere, tant en la construcció de vocacions científiques i investigadores, com en el desenvolupament de les carreres professionals de les dones en aquestes àrees». Elvira Costell Ibáñez, és una de les dones de ciència que van formar part d'aquest projecte. El seu mural, s'ubica al CEIP Sant Joan de Ribera de Burjassot, i és obra de l'artista catalana Btoy.
El mural va ser presentat per la pròpia investigadora el 22 d'octubre del 2021, i va comptar amb la presència de Salomé Cuesta, vicerectora d'Art, Ciència, Tecnologia i Societat de la UPV, Marta Chillarón, directora de les Naus, l'alcalde de Burjassot, Rafael García, i la regidora d'Educació, Manuela Carrero, així com una representació del personal i alumnat del centre.
A més, l'any 2022, dins dels actes que es van dur a terme per part de la Universitat Politècnica de València (UPV) per a la celebració del Dia Internacional de la Dona i la Nena a la Ciència (11 de febrer), es va decidir nomenar sis aules del centre infantil d'aquesta universitat, amb el nom de sis prestigioses investigadores, una d'elles, Elvira Costell Ibáñez.

## Referència
1. ↑  «BOE-A-2002-15103 Orden CTE/1910/2002, de 5 de julio, por la que se nombran funcionarios de carrera de la Escala -5402Profesores de Investigación del Consejo Superior de Investigaciones Científicas.». [Consulta: 28 març 2023].
2. 1 2 3 4 5  «La investigadora del CSIC Elvira Costell presenta su mural del proyecto ‘Dones de Ciència’» (en espanyol europeu). [Consulta: 28 març 2023].
3. 1 2 3 4  «La científica Elvira Costell protagoniza la presentación de su propio mural en el CEIP San Juan de Ribera» (en espanyol europeu). [Consulta: 28 març 2023].
4. 1 2  burjassot, v ruiz sancho. «Burjassot homenajea a la científica Elvira Costell con una pintura mural» (en castellà), 23-10-2021. [Consulta: 28 març 2023].
5. 1 2  «La científica Elvira Costell protagoniza la presentación de su propio mural en el CEIP San Juan de Ribera» (en castellà). [Consulta: 28 març 2023].
6. 1 2  «La científica Elvira Costell, protagonista del nuevo mural de Dones de Ciència» (en castellà). [Consulta: 28 març 2023].
7. 1 2  «Dones de Ciència, murals». [Consulta: 28 març 2023].
8. ↑  Anónimo. «Elvira Costell protagoniza un nuevo mural del proyecto 'Dones de Ciència'» (en castellà), 22-07-2021. [Consulta: 28 març 2023].
9. ↑  RedValencia. «Seis prestigiosas investigadoras darán nombre a aulas del centro infantil de la Universitat Politècnica de València» (en castellà), 07-02-2022. [Consulta: 28 març 2023].